# 職業訓練指導員 (織布科)
職業訓練指導員 (織布科)（しょくぎょうくんれんしどういん しょくふか）は、職業訓練指導員免許のうちの1つ。厚生労働省管轄。

## 受験資格
職業訓練指導員免許の受験資格と試験免除を参照。

## 試験科目

### 学科試験
1. 指導方法（職業訓練原理、教科指導法、訓練生の心理、生活指導及び職業訓練関係法規）
2. 関連学科
  1. 系基礎学科
    1. 織物一般（織物　織物原料）
    2. 織物組織（三源組織　変化組織）
    3. 安全衛生（安全管理　衛生管理）

  2. 専攻学科
    1. 織物デザイン（織物デザイン　紋織りの意匠法）
    2. 織の分解及び設計（織物分解法　糸の鑑定法　織方図）
    3. 製造法（織機　製織法）

### 実技試験
1. 織布